# Secondo capo
Il secondo capo è il secondo grado dei sottufficiali della Marina Militare, superiore del sergente e subordinato al secondo capo scelto. Il distintivo di grado del secondo capo è costituito da un gallone e due baffi dorati. Viene indossato sulla manica a metà tra gomito e spalla e immediatamente sopra il grado viene posizionato il distintivo di ruolo.

## Storia
Il grado era stato istituito nella Regia Marina.
Nel 1907 venne istituito anche il grado di Secondo capo anziano, in sostituzione del grado di capo di 3ª classe, mentre il grado di secondo capo assumeva la denominazione di Secondo capo (ordinario).
Nel 1926 con la Legge nº 1178 dell'8 giugno 1926, "Organizzazione della Marina", recepita con foglio d'ordini nº 168 del 23 luglio 1926 veniva ripristinato il grado di capo di 3ª classe e il grado di secondo capo veniva articolato su tre livelli:
- Secondo capo anziano
- Secondo capo (ordinario)
- Funzionante secondo capo.

Nel 1932 i gradi di Secondo capo anziano e Secondo capo (ordinario) vennero unificati nel grado di Secondo capo, mentre il Funzionante secondo capo nel 1938 ha assunto la denominazione di Sergente.

## Insegne di grado

Distintivo di grado di secondo capo della marina militare
Fregio da berretto rigido per sottufficiali e ruolo truppa in servizio permanente della Marina Militare, si noti lo sfondo blu sotto la torre e nell'ovale dell'ancoretta

## Corrispondenze
Le corrispondenze del ruolo sergenti nelle altre forze armate italiane
| Stato servizio                                                             | Esercito Italiano          | Marina Militare       | Aeronautica Militare       | Carabinieri                        |
| -------------------------------------------------------------------------- | -------------------------- | --------------------- | -------------------------- | ---------------------------------- |
| durante il corso di formazione                                             | allievo sergente           |                       |                            | allievo sovrintendente             |
| al termine del corso di formazione                                         | sergente                   | sergente              | sergente                   | vicebrigadiere                     |
| dopo 4 anni nel grado inferiore                                            | sergente maggiore          | secondo capo          | sergente maggiore          | brigadiere                         |
| dopo 5 anni nel grado inferiore                                            | sergente maggiore capo     | secondo capo scelto   | sergente maggiore capo     | brigadiere capo                    |
| Dopo 3/4/5/6 anni nel grado precedente (in base all'anzianità da sergente) | sergente maggiore aiutante | secondo capo aiutante | sergente maggiore aiutante | brigadiere capo qualifica speciale |

## Gradi omologhi in altre marine della NATO

### Stati Uniti
Nella US Navy il grado omologo è Petty officer second class.